# Мао, Химид
Химид Мао Мками (англ. Himid Mao Mkami; род. 15 ноября 1992, Дар-эс-Салам) — танзанийский футболист, полузащитник клуба «Тала Аль Гаиш» и сборной Танзании.

## Карьера
Мао — воспитанник клуба «Азам», с которым в сезоне 2013/14 стал чемпионом Танзании. В мае 2017 года был на двухнедельном просмотре в датском клубе «Раннерс». В июне 2018 года подписал трехлетний контракт с египетским клубом «Петроджет». Дебютировал в чемпионате Египта 31 июля в матче против «Замалек». По окончании сезона 2018/19 «Петроджет» вылетел в Первую лигу, впервые за 13 лет. В августе 2019 года подписал контракт с ЕНППП сроком на два года. Дебютировал за клуб 21 сентября в матче против «Пирамидз». В октябре 2021 года на правах свободного агента перешел в клуб «Газль Эль-Махалла». 28 октября дебютировал в матче против «Аль-Масри».
В июле 2023 года на правах свободного агента перешел в клуб «Тала Аль Гаиш», подписав контракт на два года.

## Международная карьера
Мао дебютировал за сборную Танзании 19 ноября 2013 года в товарищеском матче против сборной Зимбабве. В 2019 году был включен в состав сборной на Кубок африканских наций 2019, на который Танзания попала впервые за 39 лет. Сыграл три матча на групповом этапе: против Сенегала (0:2), против Кении (2:3) и против Алжира (0:3).

### Голы за сборную
| #  | Дата           | Соперник | Счёт | Результат | Турнир                  |
| -- | -------------- | -------- | ---- | --------- | ----------------------- |
| 1. | 15 июля 2017   | Руанда   | 1:1  | 1:1       | Квалификация — ЧАН 2018 |
| 2. | 7 декабря 2017 | Занзибар | 1:0  | 1:2       | Кубок КЕСАФА 2017       |

## Достижения
«Азам»
- Чемпион Танзании (1): 2013/14
- Обладатель Клубного Кубка КЕСАФА (1): 2015